# Oberjoch
Oberjoch est un village situé en Bavière, en Allemagne, faisant partie de la municipalité de Bad Hindelang.
Environ 200 personnes y vivent et il s'agit d'une des stations de ski des plus élevées en altitude en Allemagne. Il s'agit d'une destination populaire pour le ski (alpin et nordique) en hiver et la randonnée en été.
La station a été modernisée en 2015 avec de nouveaux télesièges.